# اندرسن (دهانه)
اندرسن یک دهانه برخوردی در ماه است.